# Chauvetia decorata
Chauvetia decorata is een slakkensoort uit de familie van de Buccinidae. De wetenschappelijke naam van de soort is voor het eerst geldig gepubliceerd in 1889 door Monterosato.